# Ahmed Faras
Ahmed Faras (arab. ‏أحمد فرس‎, ur. 7 grudnia 1946 w Al-Muhammadijji, zm. 16 lipca 2025) – marokański piłkarz grający na pozycji pomocnika.

## Kariera klubowa
Ahmed Faras całą karierę piłkarską występował w klubie Chabab Mohammédia. Grał w niej w latach 1965–1982. Z Chabab zdobył mistrzostwo Maroka 1980 oraz dwukrotnie zdobył Puchar Maroka w 1972 i 1975 roku. Indywidualnie Faras dwukrotnie był królem strzelców w lidze marokańskiej w 1969 i 1973 roku.

## Kariera reprezentacyjna
W reprezentacji Maroka Ahmed Faras grał w latach 1965–1979.
W 1968 i 1969 roku uczestniczył w zakończonych sukcesem eliminacjach mistrzostw świata 1970.
W 1970 roku uczestniczył w mistrzostwach świata 1970.
Na mundialu w Meksyku Faras był rezerwowym zawodnikiem i wystąpił w meczach Maroka z RFN i Bułgarią, gdzie dwukrotnie wchodził na boisko w końcówkach meczów.
W 1972 roku uczestniczył w igrzyskach olimpijskich w Monachium. Na igrzyskach wystąpił w pięciu meczach Maroka, w tym przegranym 0-5 z Polską i strzelił trzy bramki. Kilka miesięcy wcześniej uczestniczył w Pucharze Narodów Afryki a Faras zdobył wszystkie trzy bramki dla Maroka w turnieju.
W 1972 i 1973 roku uczestniczył w eliminacjach mistrzostw świata 1974.
W 1976 roku Faras osiągnął swój największy sukces w karierze, wygrywając z Marokiem Puchar Narodów Afryki 1976.
W 1976 i 1977 roku uczestniczył w eliminacjach mistrzostw świata 1978.

## Wyróżnienia
W 1976 roku Ahmed Faras został uznany Piłkarzem roku w Afryce. W 2006 roku CAF uznał go za jednego z 200 najlepszych piłkarzy Afryki ostatnich 50 lat.